# Přeměna (Hvězdná brána: Atlantida)
Přeměna (v anglickém originále Conversion) je osmý díl druhé řady sci-fi seriálu Hvězdná brána: Atlantida.

## Obsah epizody
Sheppard je po návratu na Atlantidu převezen na ošetřovnu. Elia se na něm pokoušela nakrmit a způsobila mu tak velké zranění na předloktí. Když se mu však doktor Beckett pokusí ránu ošetřit, zjistí, že umizela – kůže je nepoškozená. Rozhodne se pro jistotu provést sérii testů. Ty odhalí, že mu Elia sice nevysála ani kapku života, zato ho nakazila retrovirem, který potlačil její lidskou složku a nechal vystoupit na povrch projevy eratuského brouka.
Beckett si není jist, co může retrovirus v Sheppardově těle způsobit. Byl určen pro Wraithy, jeho vliv na lidi je tedy velkou neznámou. Prozatím dovolí Sheppardovi odejít, měl by se však pravidelně hlásit po šesti hodinách. Sheppard se tedy věnuje běžným denním věcem, ale brzy si na sobě začne všímat změn. Má větší sílu, rychlost i obratnost, jedná impulzivněji – stejně se po zasažení retrovirem chovala i Elia. A když se mu na kůži objeví zvláštní šedavý bolák, rozhodne se vyhledat Becketta.
Doktor je změnou překvapen, zjistí, že jeho tělo retrovirus neodbouralo – právě naopak. Retrovirus se šíří a pomalu mění podplukovníkovo tělo do podoby mnohem bližší eratuskému brouku. Beckett tedy sestaví tým, který se pokouší vymyslet metodu, jak šíření retroviru zvrátit. Přijdou na způsob, ale je nutné získat kmenové buňky eratuského brouka. Ty mohou najít v jeho vajíčkách, proto se vydávají na planetu, kde brouky objevili. V jeskyních naleznou hnízdo, kde společně žijí tisíce brouků. Kokony s vajíčky jsou velmi dobře chráněny. Nepodaří se jim je ukrást a při útěku ztratí dva muže.
Mezitím na Atlantidě Sheppardova přeměna rychle pokračuje. Dostává léky, které jej – alespoň prozatím – drží při smyslech, fyzicky se však rychle mění. Když se dozví, že Beckett vajíčka nezískal, žádá, aby ho raději zastřelili. Nechce čekat, až se přemění celý. Je převezen na ošetřovnu, kde ho Beckett uvede do umělého spánku. Lékařský tým však odhalí, že Sheppardovo tělo už došlo v transformaci tak daleko, že se u něj změnilo složení potu – jeho potní žlázy nyní vylučují látku, kterou spolu jednotliví brouci komunikují. Nepovažovali by již Shepparda za nepřítele, ale přijali by ho jako jednoho ze svých.
Beckett tedy Shepparda probudí, nasadí mu vysoké dávky antivirotik a pošle ho do eratuské jeskyně. Brouci reagují přesně tak, jak čekal. V Johnovi nevidí žádnou hrozbu. Ze získaných vajíček extrahují na Atlantidě kmenové buňky a z nich pak vyrobí lék pro Shepparda.